# 序曲、スケルツォと終曲
序曲、スケルツォと終曲（じょきょく、すけるつぉとしゅうきょく）または序曲、スケルツォとフィナーレ（独: Ouvertüre, Scherzo und Finale）作品番号52は、ロベルト・シューマンが1841年および1845年に作曲した管弦楽曲である。
メンデルスゾーン門下で親交のあったオランダの作曲家ヨハネス・フェルフルストに献呈されている。

## 経緯
シューマンは1840年頃までピアノ曲の作曲に専念していたが、1841年には交響曲第1番（3月31日初演）をはじめ、管弦楽作品を次々と作曲する。この「序曲、スケルツォと終曲」もその1つで、この年1841年に完成した（初稿）。
同年12月6日、ライプツィヒ・ゲヴァントハウス管弦楽団の演奏会で、交響曲第4番の初演と共に、この曲も初演された。指揮は、メンデルスゾーンが体調不良のためコンサートマスターのフェルディナント・ダーヴィトが行った。
4年後の1845年に改訂が行われて現在の形に落ち着いた。作品の名称も、「組曲」「小交響曲」などの名称を経て、現在の名称に落ち着いた。

## 楽曲の特徴・評価
1841年にシューマンが作曲した管弦楽作品は、交響曲第1番、この「序曲、スケルツォと終曲」（初稿）の他、ピアノ協奏曲（第1楽章の初稿「ピアノと管弦楽のための幻想曲」）、交響曲第4番（初稿）があった。いろいろな方向性の管弦楽曲の作曲を試した、その1つであると考えられる。
シューマン自身はこの曲を「交響曲の形式と違っている。各楽章単独で演奏しても構わない」と述べている。
全曲を通して明るい曲調で貫かれている。また3つの楽章ともリズミックな旋律・音型を基調としている部分が多い。曲の展開についても、形式より自由な発展に重みが置かれている。

## 楽器編成
フルート2、オーボエ2、クラリネット2、ファゴット2、ホルン2、トランペット2、トロンボーン3（第3楽章のみ、省略可）、ティンパニ、弦五部。

## 楽曲構成
題名の通り「序曲」「スケルツォ」「終曲」の楽章が組み合わさった楽曲であり、交響曲の形式から緩徐楽章を省略したものとも言える。
演奏時間は約18分。

### 第1楽章「序曲」
アンダンテ・コン・モート～アレグロ、ホ短調～ホ長調
序奏の付いたソナタ形式。ヴァイオリンと低弦により対比される序奏部に続き、躍動的な旋律を持つ主部が続く。随所で細かいリタルダンド（テンポの緩和）が用いられる。楽章最後は、一旦速いテンポで盛り上がったものが再び収まり、再度盛り上がる、という形になる。

### 第2楽章「スケルツォ」
ヴィーヴォ～「トリオ」リステッソ・テンポ、嬰ハ短調（ホ長調）～変ニ長調
三部形式。主部では「タンッタタン」というリズムに乗った旋律が延々と繰り返される。中間部とコーダではそのリズムが消える。コーダでは第1楽章の主題が回想されたのち、「タンッタタン」のリズムが切れ切れに奏されながら、静かに楽章を終わる。

### 第3楽章「終曲」
アレグロ・モルト・ヴィヴァーチェ、ホ長調
ソナタ形式。管弦楽の全奏で主題の一部が紹介されたあと、主題全体がリズム伴奏に乗って紹介される。総譜上トロンボーンは省略可能となっているが、実は随所で、曲の盛り上がりに非常に重要な役目を持つ。途中、自作のオラトリオ『楽園とペリ』第1幕の音楽（8曲目）に酷似する動機が挿入される部分がある。この楽章最後も、一旦大きく盛り上がったものが再び収まり、再度盛り上がる、という形で終わる。

## レコーディング・実演
作曲者は楽章を切り離しての演奏も許していたが、現在ではもっぱら3楽章形式の管弦楽曲として演奏される。編成上「省略可能」とされているトロンボーンも、省略して演奏されることはほとんどない。
レコーディングも古くから多くのものが存在する。交響曲全集を録音している指揮者が同時にこの曲も録音している場合が多い。
実演では、シューマンの他の楽曲（協奏曲または交響曲）と組み合わせてプログラムが組まれることが多い。
なお、1841年の初稿は現在ではおそらく全く演奏されていない。